# ورزشگاه آلکساندرا
ورزشگاه آلکساندرا یک ورزشگاه چندکاره در شهر کرو انگلستان است. در سال‌های اخیر این ورزشگاه بیش‌تر برای بازی‌های فوتبال مورد استفاده قرار گرفته و ورزشگاه خانگی تیم کرو آلکساندرا می‌باشد. این ورزشگاه در سال ۱۹۰۶ ساخته شده و در میانه‌های دهه ۱۹۹۰ توسعه یافته است. گنجایش ورزشگاه ۱۰۱۵۳ نفر است.